# بوریس شاپوشنیکوف
بوریس میخایلوویچ شاپوشنیکوف (روسی: Бори́с Миха́йлович Ша́пошников؛ ۲ اکتبر ۱۸۸۲ – ۲۶ مارس ۱۹۴۵) یک افسر نظامی، رئیس ستاد ارتش سرخ و مارشال اتحاد جماهیر شوروی در جنگ جهانی دوم بود.
وی همچنین برندهٔ جوایزی همچون نشان لنین، درجه پرچم سرخ، و مدال دفاع از مسکو شده‌است.